# Malmö Stadion
O Malmö Stadion é um estádio multi-uso localizado em Malmö, na Suécia. Foi a casa do time de futebol Malmö FF em 1958-2008, sendo então substituido pelo Swedbank Stadion, o qual mudou de nome para Stadion em 2018. Tem capacidade para 27.500 espectadores.

Inaugurado em 1958, é bem similar ao Nya Ullevi de Gotemburgo por terem sido projetados pelo mesmo arquiteto. Foi utilizado para a Copa do Mundo de 1958.

O recorde de público do estádio ocorreu durante a Copa do Mundo, quando 30.953 torcedores assistiram a Argentina e Alemanha Ocidental.

Um novo estádio, com capacidade para 24.000 torcedores, foi inaugurado no segundo semestre de 2009, com o nome de Swedbank Stadion.

## Ligações Externas
- World Stadiums.com
- Google Maps - Foto por Satélite